# Straßenbahn-Triebwagen (VER, Kölner Straße 303)

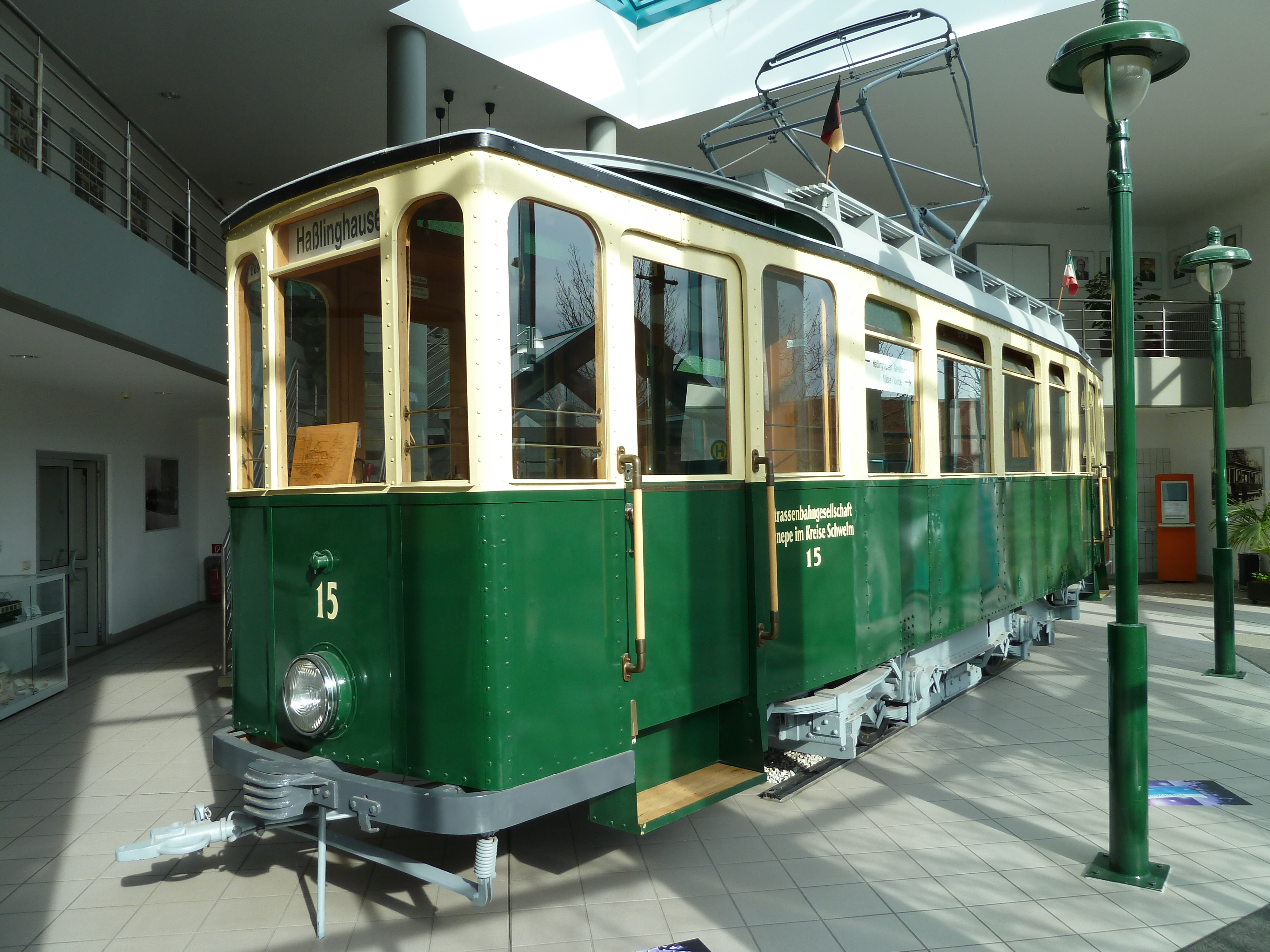
Wagen in der Kölner Straße 303

Der Straßenbahn-Triebwagen Nr. 15 (Baujahr 1927) ist ein in der Stadt Ennepetal als Baudenkmal geschütztes Schienenfahrzeug.

## Beschreibung
Der Straßenbahn-Triebwagen Nr. 15 wurde ab 1928 bis zur Stilllegung des Streckennetzes 1956 von der Straßenbahngesellschaft Gevelsberg-Milspe-Voerde auf der Strecke Haßlinghausen–Gevelsberg–Milspe–Voerde eingesetzt und anschließend nach Wuppertal verkauft, wo der Triebwagen unter der Nummer 136 von den Stadtwerken bis 1970 auf dem meterspurigen Teilnetz der Straßenbahn Wuppertal verwendet wurde.
Anschließend gelangte der Triebwagen in die Ausstellung des Wuppertaler Straßenbahnmuseums Bergische Museumsbahnen, aus deren Beständen die Verkehrsgesellschaft Ennepe-Ruhr (VER), Rechtsnachfolger der Straßenbahngesellschaft Gevelsberg-Milspe-Voerde, ihn 1988 wieder zurück erwarb. Seit der fachgerechten Restaurierung wird der Straßenbahn-Triebwagen im Foyer des neuen Verwaltungsgebäudes der VER in der Kölner Straße 303 ausgestellt.